# Jasionna (województwo świętokrzyskie)
Jasionna – wieś sołecka w Polsce położona w województwie świętokrzyskim, w powiecie jędrzejowskim, w gminie Jędrzejów.
W latach 1954–1961 wieś należała i była siedzibą władz gromady Jasionna, po jej zniesieniu w gromadzie Raków. W latach 1975–1998 miejscowość administracyjnie należała do województwa kieleckiego.
Znajduje się tu stacja Jasionna na trasie Świętokrzyskiej Kolei Dojazdowej.
We wsi Jasionna działa ochotnicza straż pożarna.

## Części wsi
| SIMC    | Nazwa    | Rodzaj    |
| ------- | -------- | --------- |
| 0240276 | Jadwinów | część wsi |
| 0240282 | Mogiły   | część wsi |

## Historia
Wieś wymieniona jest w składzie uposażenia klasztoru jędrzejowskiego Cystersów w roku 1246 obok, Motkowic, Stawów, Lścina.
Wspomina wieś Długosz w (L.B. t.II s.67) jako dziedzictwo Mikołaja Jasieńskiego herbu Poraj. Jasieńscy są właścicielami dóbr Jasionna do końca XVI stulecia, po nich wieś nabywają Grotowscy herbu Rawicz. W 1768 roku Jasionna, wchodząca w skład dóbr Lścin, przechodzi na własność rodziny Lubańskich herbu Grzymała. W drugiej zaś połowie XIX wieku właścicielem Jasionnej zostaje Władysław Krzywoszewski, herbu Ossorja.
Słownik geograficzny Królestwa Polskiego opisuje miejscowość jako wieś i folwark w powiecie jędrzejowskim ówczesnej gminie Raków, parafii Imielno.
Folwark Jasionna oddalony od Kielc wiorst 42, od Jędrzejowa wiorst 7. Przez wieś przechodzi droga bita żarecko-staszowska, od Myszkowa wiorst 91, od rzeki Nidy wiorst 5.
Rozległość gruntów folwarcznych wynosiła mórg 386, budynków murowanych było 1, drewnianych 7, stosowano płodozmian 8. polowy.
W okolicy pokłady torfu i kamienia budowlanego. Folwark ten w r. 1867 oddzielony od dóbr Lścina.
W latach 1950–1954 zbudowano kościół rzymskokatolicki pw. Najświętszego Serca Jezusa, który w latach 1981–1986 ponownie przebudowano. Parafia została erygowana 24 lutego 1949 przez bp Czesława Kaczmarka przez wydzielenie jej z okręgu parafialnego z parafii Mokrsko, Imielno i Św. Trójcy w Jędrzejowie.
W 1959 wybudowano nową szkołę podstawową.

## Zabytki
Park dworski z II poł. XIX w., wpisany do rejestru zabytków nieruchomych (nr rej.: A-96 z 6.12.1957 i z 26.04.1977).

## Urodzeni w Jasionnej
- Ludwik Pak (1930–1988) – aktor teatralny i filmowy. Tutaj także pochowany.